# Fabiola Zuluaga
Fabiola Zuluaga (Cúcuta, 7 gennaio 1979) è un'ex tennista colombiana.

## Biografia
Allenata dallo spagnolo Ricardo Sanchez, nella sua carriera da professionista, durata dal 1994 al 2006, ha vinto cinque tornei WTA in singolo. Per un breve periodo ha occupato la posizione numero 16 del ranking mondiale: a tutt'oggi è la tennista colombiana meglio piazzatasi nella storia di questo sport. Ha preso parte a due edizioni olimpiche (2000 e 2004) e disputato 58 incontri in Fed Cup con la squadra colombiana vincendone 42.

## Statistiche

### Singolare

#### Vittorie (5)
| Legenda: Prima del 2009 | Legenda: Dal 2009     |
| ----------------------- | --------------------- |
| Grande Slam (0)         |                       |
| Ori Olimpici (0)        |                       |
| WTA Championships (0)   |                       |
| Tier I (0)              | Premier Mandatory (0) |
| Tier II (0)             | Premier 5 (0)         |
| Tier III (3)            | Premier (0)           |
| Tier IV & V (2)         | International (0)     |

| No. | Anno             | Torneo                                    | Superficie  | Avversaria in finale          | Punteggio     |
| 1.  | 21 febbraio 1999 | Copa Sony Ericsson Colsanitas, Bogotà     | Terra rossa | Christína Papadáki            | 6–1, 6–3      |
| 2.  | 10 ottobre 1999  | Brasil Open, São Paulo                    | Terra rossa | Patricia Wartusch             | 7–5, 4–6, 7–5 |
| 3.  | 24 febbraio 2002 | Copa Sony Ericsson Colsanitas, Bogotá (2) | Terra rossa | Katarina Srebotnik            | 6–1, 6–4      |
| 4.  | 23 febbraio 2003 | Copa Sony Ericsson Colsanitas, Bogotá (3) | Terra rossa | Anabel Medina Garrigues       | 6–3, 6–2      |
| 5.  | 29 febbraio 2004 | Copa Sony Ericsson Colsanitas, Bogotá (4) | Terra rossa | María Antonia Sánchez Lorenzo | 3–6, 6–4, 6–2 |

### Risultati in progressione
| Sigla | Risultato               |
| ----- | ----------------------- |
| V     | Vincitore               |
| F     | Finalista               |
| SF    | Semifinalista           |
| O     | Oro olimpico            |
| A     | Argento olimpico        |
| SF    | Bronzo olimpico         |
| QF    | Quarti di Finale        |
| 4T    | Quarto turno            |
| 3T    | Terzo turno             |
| 2T    | Secondo turno           |
| 1T    | Primo turno             |
| RR    | Round Robin             |
| LQ    | Turno di qualificazione |
| A     | Assente                 |
| ND    | Non disputato           |

| Legenda superfici    |
| -------------------- |
| Cemento              |
| Terra battuta        |
| Erba                 |
| Superficie variabile |

#### Singolare nei tornei del Grande Slam
| Torneo          | 1998 | 1999 | 2000 | 2001 | 2002 | 2003 | 2004 | 2005 |
| --------------- | ---- | ---- | ---- | ---- | ---- | ---- | ---- | ---- |
| Australian Open | A    | A    | 2T   | A    | A    | 1T   | SF   | 2T   |
| Open di Francia | A    | 3T   | 3T   | A    | 1T   | 3T   | 4T   | 2T   |
| Wimbledon       | A    | 1T   | A    | A    | A    | 2T   | 1T   | A    |
| US Open         | 2T   | 2T   | A    | A    | 2T   | 3T   | 3T   | 2T   |

#### Doppio nei tornei del Grande Slam
| Torneo          | 1998 | 1999 | 2000 | 2001 | 2002 | 2003 | 2004 | 2005 |
| --------------- | ---- | ---- | ---- | ---- | ---- | ---- | ---- | ---- |
| Australian Open | A    | A    | A    | A    | A    | A    | A    | A    |
| Open di Francia | A    | A    | A    | A    | A    | A    | 1T   | A    |
| Wimbledon       | A    | A    | A    | A    | A    | A    | A    | A    |
| US Open         | A    | A    | A    | A    | A    | A    | A    | A    |

#### Doppio misto nei tornei del Grande Slam
Nessuna partecipazione

## Vittorie contro giocatrici Top 10
| Stagione | 2000 | 2001 | 2002 | 2003 | 2004 | Totale |
| Vittorie | 1    | 0    | 0    | 1    | 1    | 3      |

| #    | Giocatrice         | Ranking | Evento                      | Superficie  | Turno | Punteggio        | Rank. FZR |
| ---- | ------------------ | ------- | --------------------------- | ----------- | ----- | ---------------- | --------- |
| 2000 |                    |         |                             |             |       |                  |           |
| 1.   | Nathalie Tauziat   | 6       | Rome Masters, Roma          | Terra rossa | QF    | 3-6, 6-0, 6-4    | 69        |
| 2003 |                    |         |                             |             |       |                  |           |
| 2.   | Daniela Hantuchová | 9       | J&S Cup, Varsavia           | Terra rossa | 2T    | 6-2, 6-4         | 69        |
| 2004 |                    |         |                             |             |       |                  |           |
| 3.   | Ai Sugiyama        | 10      | Ladies German Open, Berlino | Terra rossa | 3T    | 7-6(4), 3-6, 6-4 | 24        |